# Kapingamarangi
Kapingamarangi è un atollo delle Isole Caroline. Amministrativamente è una municipalità del distretto delle isole esterne di Pohnpei, dello Stato di Pohnpei, uno degli Stati Federati di Micronesia. Fa parte della Polinesia periferica.

## Geografia fisica
Kapingamarangi ha una superficie (compresa la laguna) di 74 km² ed è l'atollo più a sud della Micronesia. Dista 740 km dall'isola di Pohnpei, ed ha una popolazione di circa 469 persone (stima del 2008), la cui principale attività economica è la pesca.